# Thuiaria carica
Thuiaria carica is een hydroïdpoliep uit de familie Sertulariidae. De poliep komt uit het geslacht Thuiaria. Thuiaria carica werd in 1893 voor het eerst wetenschappelijk beschreven door Levinsen. 